# Estación de Empalme (Metrovalencia)
Empalme es una estación-intercambiador de las líneas 1, 2 y 4 de Metrovalencia. Fue inaugurada el 8 de octubre de 1988 como estación de FGV llamándose Ademuz, existiendo anteriormente como Empalme. En 1998 pasó a ser llamada Empalme de nuevo. Se encuentra en un lateral de la calle Antonio Maura de Burjasot, junto al Bulevar Norte de Valencia (CV-30). También se sitúa cerca de la autovía CV-35 que une Valencia con Ademuz y con Benicalap. No abarca un gran núcleo de población, puesto que su función principal es la de actuar de estación intermodal entre las líneas de metro y tranvía.
La estación dispone de 4 vías destinadas a la parada de trenes que prestan servicio de viajeros, además de una vía para el apartado de tranvías y otra que actúa de bucle para cambios de sentido.

## Historia
Esta estación era la que atendía la unión de la línea entre Valencia-Pont de Fusta y Líria, de ancho métrico, con el ramal que se dirigía a Bétera, que entró en servicio en 1891. Esta situación se mantuvo hasta 1987, fecha en que empezaron las obras por parte de FGV para soterrar las líneas por el subsuelo de Valencia, cuando la estación pasó a ser una estación intermodal donde los viajeros del tramo entre Líria/Bétera y Empalme debían realizar un transbordo para cubrir el tramo entre Empalme y Valencia-Pont de Fusta. Ya en 1988, con la inauguración del tramo subterráneo hasta Sant Isidre, la estación cambió el nombre de Empalme por el de Ademús y pasó a ser estación pasante de las líneas 1 y 2 de FGV y terminal de la línea 4. Esta última fue cerrada al tráfico en 1991 para acometer su conversión a línea de tranvía y reabierta en 1993 como tal.
En 1998 la estación recobra el nombre de Empalme y deja de ser terminal de la línea 4 de Metrovalencia, pasando a ser TVV el final de trayecto ya en el año 1999. Aprovechando las obras de prolongación del tranvía, la estación fue trasladada desde el punto de bifurcación de las líneas a Líria y Bétera hasta el tronco común de ambas.
Con la ampliación de la línea 4 a Lloma Llarga-Terramelar en diciembre de 2005 y ante la imposibilidad de construir un nuevo bucle para prestar servicio en el tramo entre Empalme y Lloma Llarga-Terramelar, se creó el apeadero de Empalme 2. Esta situación se solventó con la adquisición de la Serie 4200 de FGV, unos tranvías bicabina que desde el año 2007 se encargan de cubrir el tramo entre Empalme y Lloma Llarga-Terramelar de la línea 4 y las líneas 6 y 8 de tranvía de Metrovalencia. Con los nuevos tranvías bicabina S/4200 desapareció la necesidad de utilizar el bucle y por lo tanto se suprimió la parada de Empalme 2.